# Welttag des Buches

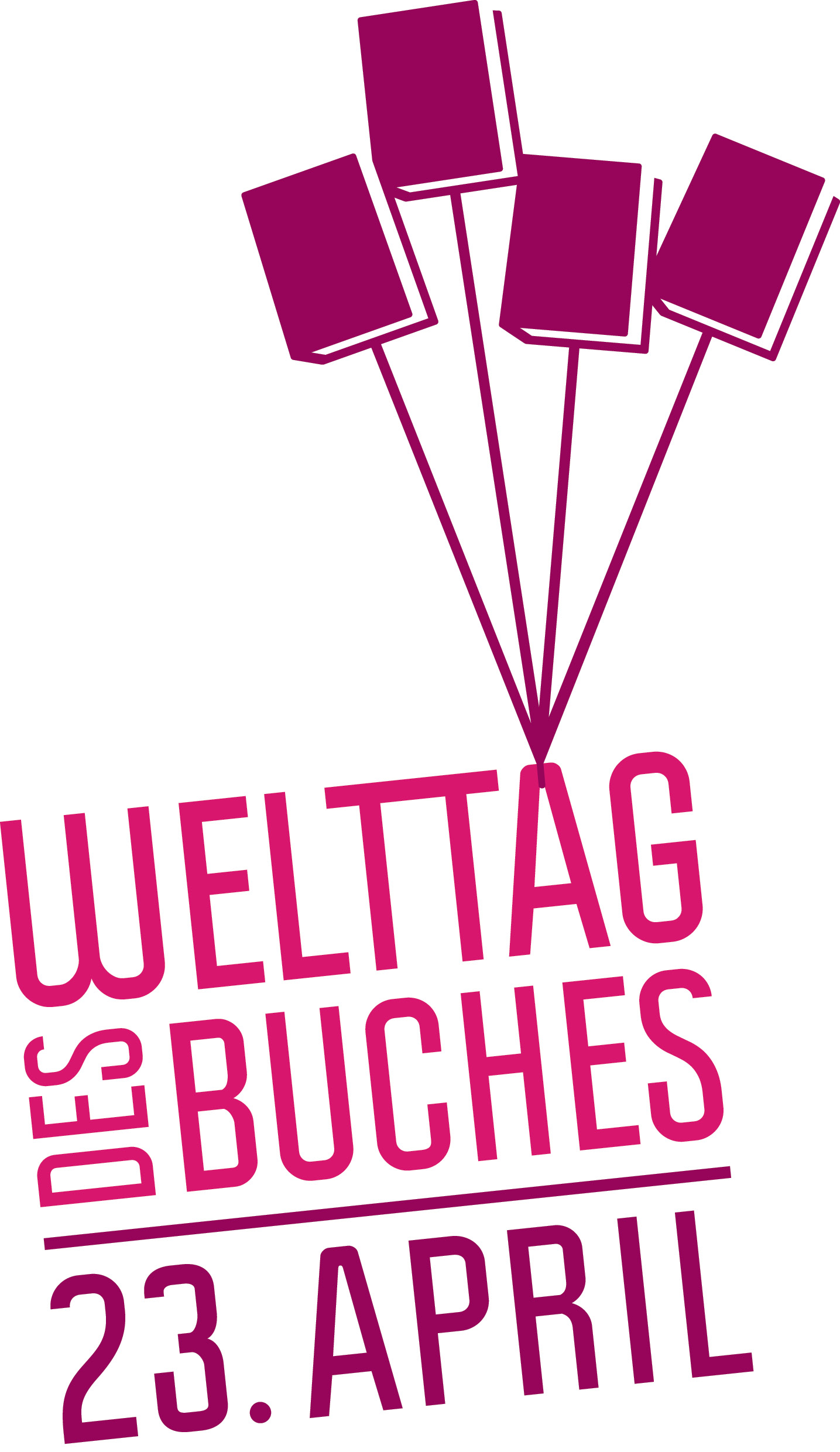
Logo des Welttages des Buches

Der Welttag des Buches und des Urheberrechts (kurz Weltbuchtag, englisch World Book and Copyright Day, französisch Journée mondiale du livre et du droit d’auteur) am 23. April ist seit 1995 ein von der UNESCO weltweit eingerichteter Aktionstag für das Lesen, für Bücher, für die Kultur des geschriebenen Wortes und auch für die Rechte ihrer Autoren.

## Datum
Das Datum des 23. April geht zurück auf den Georgstag. Es bezieht sich auf die katalanische Tradition, zum Namenstag des Volksheiligen St. Georg Rosen und Bücher zu verschenken. Außerdem fallen das (vermutete) Geburts- sowie das Todesdatum von William Shakespeare, die Todestage von Miguel de Cervantes und des spanisch-katalanischen Autors Josep Pla sowie der Geburtstag des isländischen Literaturnobelpreisträgers Halldór Laxness auf dieses Datum; wobei zu beachten ist, dass Shakespeare und Cervantes zwar am selben Datum (23. April 1616), jedoch nicht am selben Tag starben. Zu dieser Zeit wurde in England mit dem julianischen Kalender gerechnet, während in Spanien der gregorianische Kalender galt. Somit starb Shakespeare zehn Tage später als Cervantes.

## Deutschland

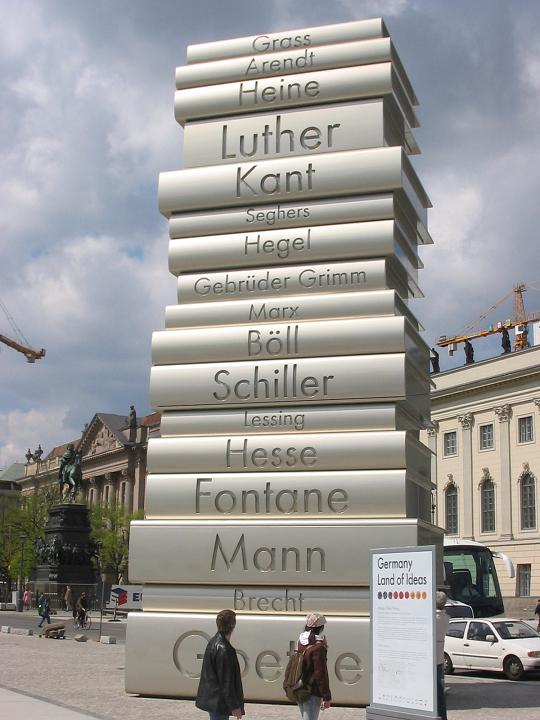
Der moderne Buchdruck, vierte von sechs Skulpturen beim Berliner Walk of Ideas zur FIFA Fußball-Weltmeisterschaft Deutschland 2006

In Deutschland bemühen sich der Börsenverein des Deutschen Buchhandels und die Stiftung Lesen mit der Schüleraktion Ich schenk dir eine Geschichte um den höchsten Feiertag der Bibliophilen. Dabei können Lehrkräfte der 4. und 5. Jahrgangsstufe kostenfrei Büchergutscheine bestellen, die sie am 23. April an ihre Schüler verteilen. Diese Gutscheine können bei ausgewählten Buchhändlern gegen jeweils ein Exemplar des diesjährigen Welttagbuchs Ich schenk dir eine Geschichte eingelöst werden.
Häufig werden öffentliche Bücherschränke am Welttag des Buches eröffnet und der Beitritt von Büchereien zur Onleihe wird auf diesen Tag terminiert.
Zudem veranstalten bibliophile Blogger als groß angelegtes Gemeinschaftsprojekt die Aktion Blogger schenken Lesefreude. Bei dieser Aktion werden auf allen teilnehmenden Blogs Bücher verlost.
Der Börsenverein des Deutschen Buchhandels, Landesverband Baden-Württemberg, veranstaltet zudem seit 2005 eine Spendenaktion zum Welttag des Buches, bei der die regionalen Buchhändler pro verkauftem Buch an diesem Tag 25 Cent an ein UNICEF-Projekt spenden, beispielsweise für die Lese- und Schulförderung in Afrika.
Die Deutsche Demokratische Republik beging am 10. Mai den Tag des freien Buches im Andenken an die Bücherverbrennung 1933 in Deutschland.
Am 23. April 2012 initiierten die Stiftung Lesen, der Börsenverein des Deutschen Buchhandels und deutsche Buchverlage erstmals die Aktion Lesefreunde. 33.333 „Lese-Fans“ konnten sich online registrieren und aus einer Liste von 25 Büchern einen Titel wählen, um ihn zu verschenken. Alle registrierten Buch-Schenker konnten in einer nahe gelegenen Buchhandlung oder Bibliothek kostenlos ein Paket mit 30 Exemplaren des gewählten Titels abholen. Insgesamt wurden eine Million Bücher verschenkt.
Joerg Pfuhl, Vorstandsvorsitzender der Stiftung Lesen, erklärte hierzu: „Lesen ist ein einzigartiges, inspirierendes Erlebnis. Wir wollen Menschen die Lust am Lesen vermitteln – gerade denjenigen, die wenig, selten oder gar nicht lesen. Der Welttag des Buches ist eine ideale Gelegenheit, um den Spaß am Lesen mit anderen zu teilen. Die Aktion ‚Lesefreunde‘ ist damit Teil einer internationalen Lesebewegung, die 2012 auch in den USA und Großbritannien gefeiert wird“.
In Deutschland wurden aufgrund der weltweiten COVID-19-Pandemie die ursprünglich geplanten Veranstaltungen auf den 20. September 2020 verschoben, an dem der Weltkindertag gefeiert wird.

## Katalonien
Sant Jordi (der Heilige Georg) ist der Schutzpatron Kataloniens. An Sant Jordi, dem 23. April, werden in Katalonien traditionell der Tag der Verliebten und der Tag des Buches begangen. Buchhändler bieten ihre Ware zu Vorzugspreisen (rund zehn Prozent Rabatt) an Straßenständen feil. Man kauft dort Bücher für sich oder beschenkt auch seine Freunde mit einem Buch. Als Zeichen der Wertschätzung und Zuneigung schenkt der Mann an diesem Tag seiner Frau, seinen (Paten-)Kindern, seiner Freundin etc. eine rote Rose und die Frauen schenken den Männern ein Buch. Viele katalanische Unternehmen schenken ihren aktiven und ihren bereits pensionierten Mitarbeitern für diesen Tag Buchgutscheine.

## Großbritannien und Irland
Am 23. April werden dort Büchergutscheine an die Kinder verteilt, die sie gegen die zehn speziellen Bücher tauschen können, die extra an diesem Tag erscheinen, nur an dem Tag gekauft werden können und dem Gutscheinwert entsprechen. Dieser Wert beträgt 1 Pfund in Großbritannien und 1,50 Euro in Irland. Außerdem nutzen viele Schulen den Tag, um Bücher zu verkaufen.

## Volksrepublik China
Am 23. April 2022 wurde die erste nationale Lesekampagne gestartet. Ebenso ging am 23. April in den chinesischen sozialen Medien eine Bücherliste viral, deren Inhalt Empfehlungen von Präsident Xi Jinping war.

## Trivia
Ebenfalls an jedem 23. April wird in Deutschland der Tag des deutschen Bieres begangen.